# Taizo Kawamoto
Taizo Kawamoto (en japonès: 川本 泰三, Kawamoto Taizo; Seto, Prefectura d'Aichi, Japó, 17 de gener de 1914 - Kitaku, Osaka, Prefectura d'Osaka, Japó, 20 de setembre de 1985), va ser un futbolista i entrenador japonès.

## Selecció japonesa
Taizo Kawamoto va disputar 9 partits amb la selecció japonesa.